# I Belong To You
I Belong to You (Il Ritmo Della Passione) este un duet al cântărețului italian Eros Ramazzotti și al cântăreței americane Anastacia. Acesta face parte de pe cel de-al treisprezecelea album de studio al cântărețului, Calma Apparente și de pe albumul Anastaciei Pieces of a Dream și a fost lansat ca cel de-al doilea single al albumului.

## Prezența în clasamente
Odată lansat, single-ul s-a bucurat de sprijunul criticilor și a avut un succes imens în clasamentele din Europa, ajungând pe locul 1 în multe țări (Elveția, Grecia, Israel, Italia și Ungaria). Single-ul a ajuns pe locul 1 și în clasamentul din Germania, unde a devenit primul 1nr.  al Anastaciei.

## Clasamente
| Clasament                | Poziția maximă |
| ------------------------ | -------------- |
| Swiss Single Top 100     | 1              |
| German Top 100 Singles   | 1              |
| Greece Singles Chart     | 1              |
| Israel Singles Chart     | 1              |
| Italian FIMI Top 50      | 1              |
| Hungarian Top 40 Airplay | 1              |
| Austrian Top 75 Singles  | 2              |
| Belgium UltraTop 50      | 2              |
| European Top 100 Singles | 2              |
| Dutch Top 40             | 7              |
| World Chart Show         | 10             |
| United World Chart       | 19             |

## Formate disponibile
- CD single

1. "I Belong to You (Il Ritmo Della Passione)"
2. "I Belong to You (El ritmo de la pasion)"

- Maxi single

1. "I Belong to You (Il Ritmo Della Passione)"
2. "I Belong to You (El ritmo de la pasion)"
3. "I Belong to You (Il Ritmo Della Passione)" [Video]
4. "I Belong to You (El ritmo de la pasion)" [Video]